# Елітне (Україна)
Елітне (до 17 лютого 2016 — Радгоспне) — селище в Україні, у Вільхівській сільській громаді Харківського району Харківської області. Населення становить 1110 осіб. Колишній орган місцевого самоврядування — Кулиничівська селищна рада.
До 2016 року селище Елітне носило назву Радгоспне.

## Географія
Селище Елітне знаходиться між річками Немишля (2 км) і Роганка (3 км). На захід до села прилягає селище Зернове. На відстані 1 км розташоване селище Благодатне.

## Історія
12 червня 2020 року, розпорядженням Кабінету Міністрів України № 725-р «Про визначення адміністративних центрів та затвердження територій територіальних громад Харківської області», увійшло до складу Вільхівської сільської громади.
19 липня 2020 року, в результаті адміністративно-територіальної реформи та ліквідації Харківського району(1923—2020), селище увійшло до складу новоутвореного Харківського району.